# Astrolepis integerrima
Astrolepis integerrima är en kantbräkenväxtart som först beskrevs av William Jackson Hooker, och fick sitt nu gällande namn av D.M. Benham och Windham. Astrolepis integerrima ingår i släktet Astrolepis och familjen Pteridaceae. Inga underarter finns listade.